# The Piano
The Piano is een film van schrijfster en regisseur Jane Campion uit 1993. Met deze film was ze de eerste vrouw die een Gouden Palm won op het filmfestival van Cannes.
De film speelt in het recent gekoloniseerde Nieuw-Zeeland van de 19e eeuw. De hoofdrollen worden gespeeld door Holly Hunter, Harvey Keitel, Sam Neill, Anna Paquin en Kerry Walker. De film werd deels opgenomen op het strand van Karekare en Piha in het noorden van Nieuw-Zeeland.
Voor deze film componeerde Michael Nyman de muziek, die hij zich voorstelde zoals die zou kunnen zijn geïmproviseerd in de 19e eeuw. Holly Hunter speelde zelf een groot gedeelte van de muziek.
De film werd voor acht Academy Awards genomineerd, en won uiteindelijk die voor best actress (Hunter), best original screenplay (Campion) en best supporting actress (Paquin).

## Hoofdrolspelers
| Acteur        | Personage        |
| ------------- | ---------------- |
| Holly Hunter  | Ada McGrath      |
| Harvey Keitel | George Baines    |
| Sam Neill     | Alisdair Stewart |
| Anna Paquin   | Flora McGrath    |